# Polyphème
Pour les articles homonymes, voir Polyphème (homonymie).

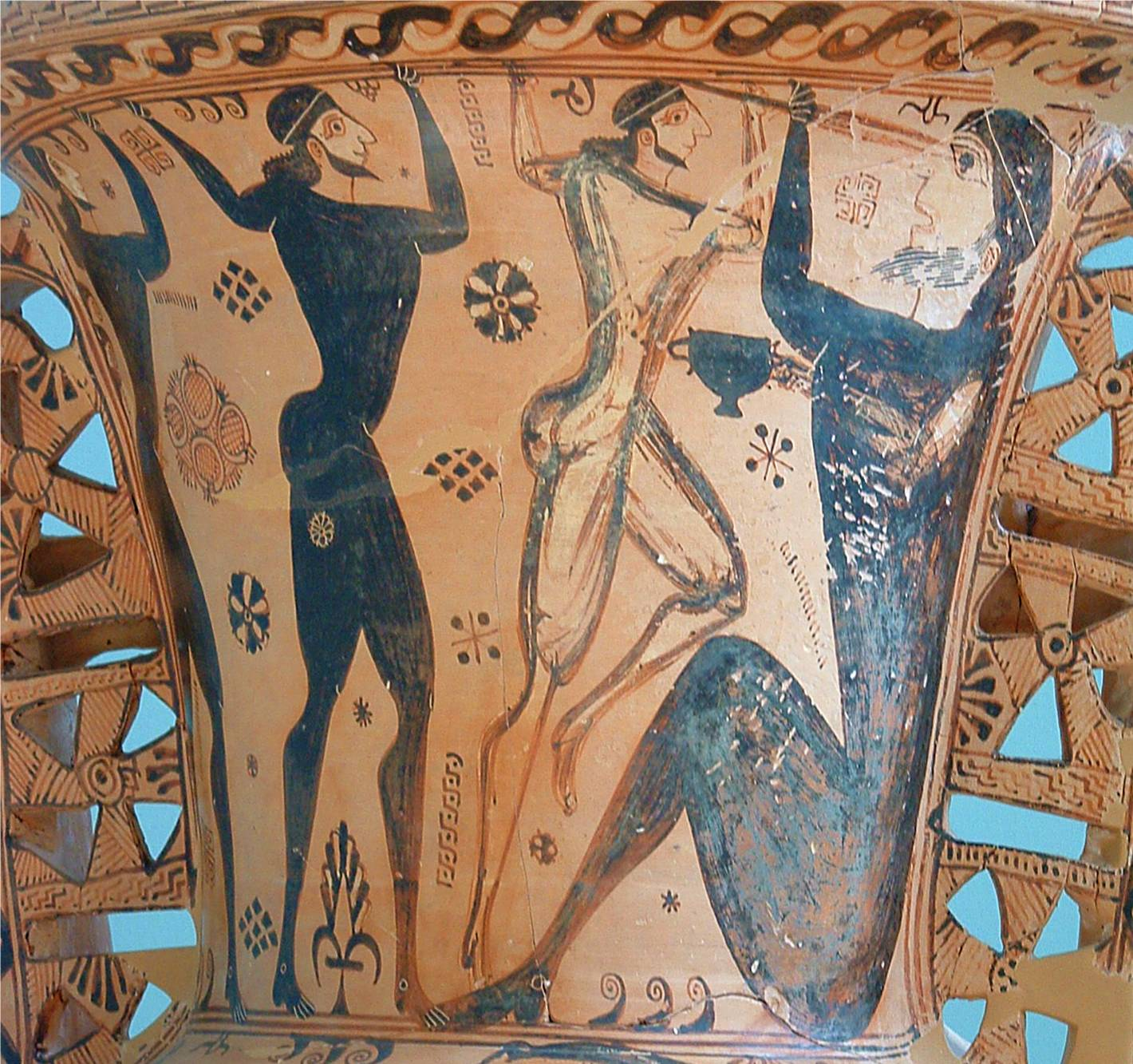
Ulysse et ses compagnons aveuglant Polyphème, amphore proto-attique, v. 650 av. J.-C., musée d'Éleusis.

Dans la mythologie grecque, Polyphème (en grec ancien Πολύφημος / Polúphêmos, littéralement « qui parle beaucoup » : « bavard », ou « dont on parle beaucoup » : « renommé ») est un cyclope, fils de Poséidon et de la nymphe Thoôsa.

## Mythe

### La rencontre avec Ulysse

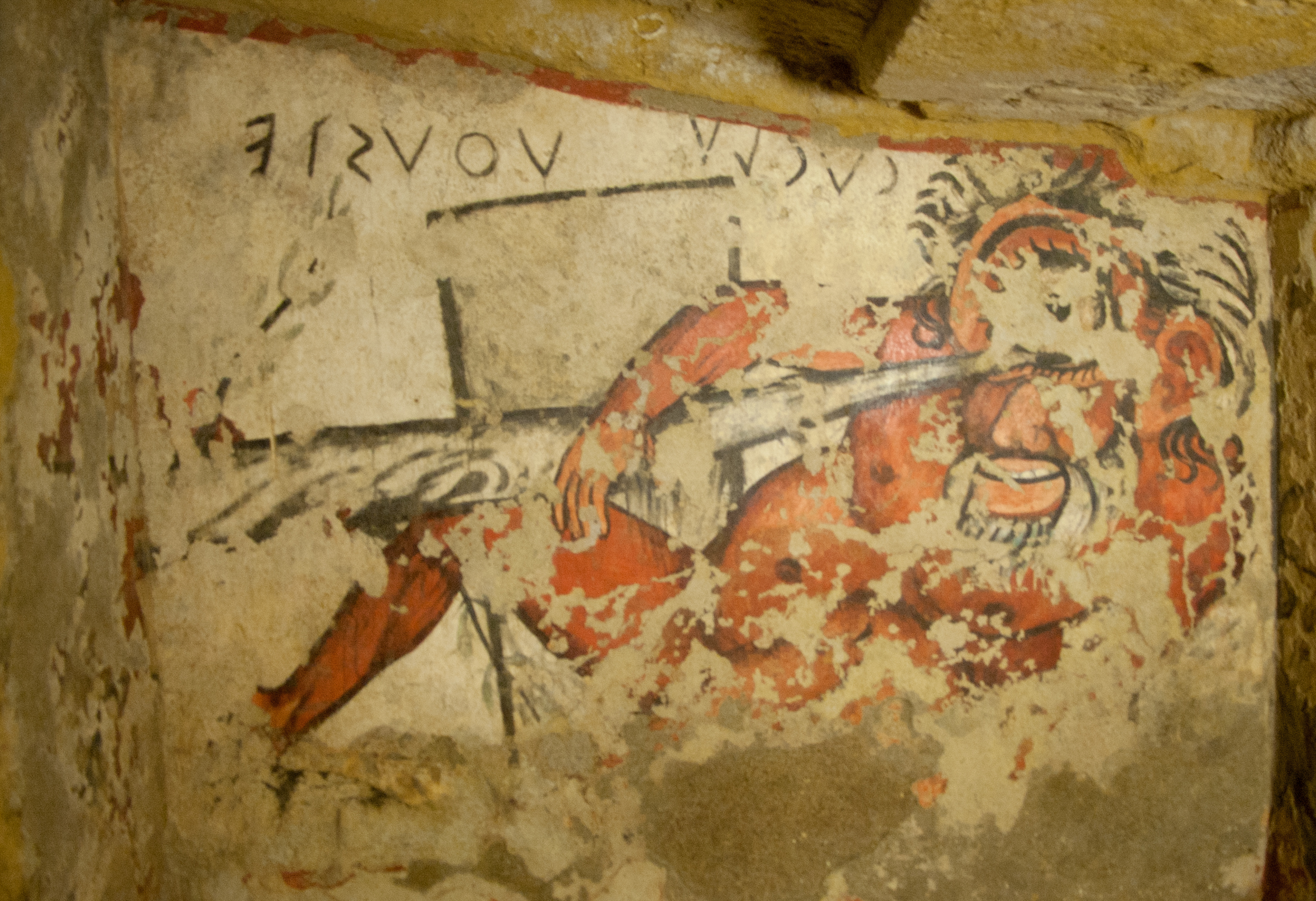
Ulysse (Uθuste) contre le Cyclope (Cuclu) assimilé au dieu infernal Orcus dans l'art étrusque. Tombe d'Orcus, Tarquinia, Italie.

Polyphème apparaît pour la première fois au chant IX de l’Odyssée. Ulysse et ses compagnons mettent pied à terre au « pays des Cyclopes », une terre sans nom qu'Homère désigne seulement par le peuple qui l'habite. Confiants dans les dieux immortels, ces Cyclopes ne pratiquent pas l'agriculture, ils ne naviguent pas. Vivant de ce que la nature leur procure ; ce sont des pasteurs, mangeurs de fromages et grands consommateurs de viande. Ils n'ont aucune organisation politique, mais vivent en formations familiales :

« Chez eux, pas d'assemblée qui juge ou délibère ; mais au creux de sa caverne, chacun, sans s'occuper d'autrui, dicte sa loi à ses enfants et femmes. »

— Homère, Odyssée, IX, 112-115
Ces êtres « sans foi ni lois » sont aussi d'horribles anthropophages.
Ulysse part avec un groupe de douze hommes et ils s'aventurent dans une large grotte. Y trouvant une abondance de nourriture, ils se servent et festoient. Ils ne savent pas qu'ils sont dans l'antre de Polyphème. À son retour des pâturages et se moquant des règles de l'hospitalité due aux étrangers (Xenia), Polyphème les enferme dans la grotte en roulant une grande pierre. Il commence par dévorer deux compagnons d'Ulysse le soir même et deux le lendemain matin.
Afin de rendre Polyphème moins alerte, Ulysse lui donne une barrique d'un vin très fort et non coupé, le vin offert par le prêtre des Kikones. Quand Polyphème demande son nom à Ulysse, ce dernier lui répond s'appeler « Personne ». Une fois le géant endormi, Ulysse et ses hommes utilisent un pieu durci au feu et crèvent l'œil du géant. Lorsque ses cris de douleur attirent les autres cyclopes, et que ceux-ci lui demandent qui l'a rendu aveugle, il ne peut que répondre : « Personne ! », ce qui les pousse à l'abandonner à son triste sort. Le lendemain matin, Ulysse accroche ses hommes ainsi que lui-même sous les brebis de Polyphème. Ainsi, lorsque, comme à son habitude, le Cyclope sort ses moutons pour les mener au pâturage, les hommes sont transportés hors de la caverne. Comme Polyphème est désormais aveugle, il ne peut les voir, bien que par précaution il touche le dos de ses moutons pour vérifier que les hommes ne s'évadent pas par ce moyen. Mais dans une ultime raillerie, une fois à l'abri sur son vaisseau, Ulysse proclame à Polyphème sa véritable identité : il est « le fils de Laërte, l'homme d'Ithaque, Ulysse ».
Cet épisode explique l'acharnement de Poséidon, père de Polyphème, contre Ulysse.

### Polyphème et Galatée

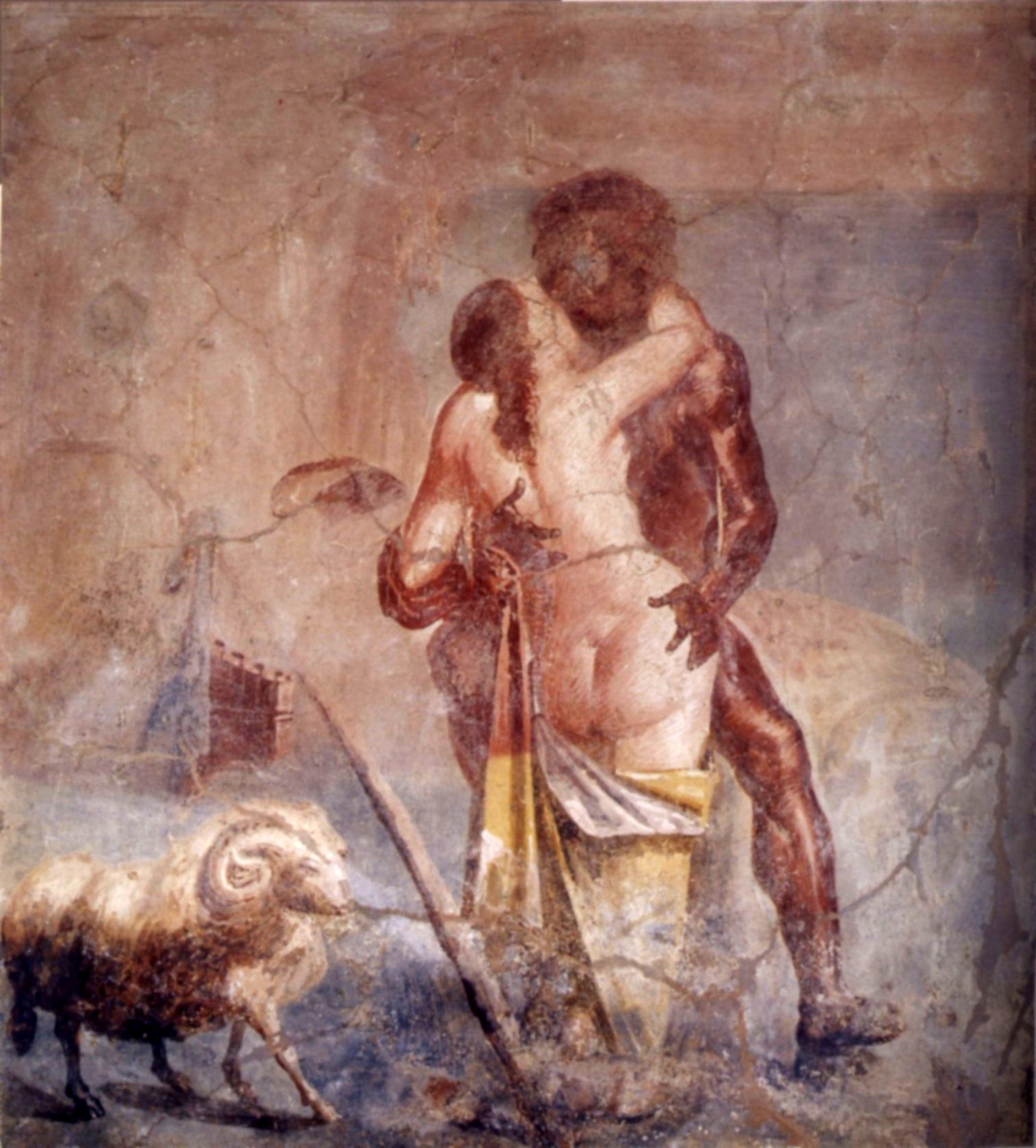
Galatée et Polyphème, fresque romaine de la Maison de la Vieille Chasse à Pompéi, Musée archéologique national de Naples

On voit l'image du géant anthropophage qu'est Polyphème évoluer profondément dans la littérature des siècles ultérieurs : deux poètes nous ont livré un autre épisode retraçant les amours de Polyphème et de Galatée, une Néréide ; plus tardif et sans rapport avec celui d'Homère, il est rapporté d'abord dans l’Idylle XI intitulée « Le Cyclope » du poète grec Théocrite : originaire de Sicile, Théocrite évoque le rude Polyphème, qu'il appelle « le Cyclope de chez nous », assis sur le rivage, face à la mer, et se consumant d'amour pour « la blanche Galatée plus délicate que l'agneau ». Barbu et hirsute, le géant amoureux apparaît quelque peu ridicule mais encore touchant.
Dans les Métamorphoses, Ovide suit son modèle Théocrite, mais en développant longuement ce que le poète grec avait dit en une pièce brève, et en brodant autour de ce thème les amours de Galatée et du jeune Acis. Polyphème aspire à l'amour de Galatée, nymphe de la mer ; mais celle-ci lui préfère le berger sicilien Acis. Polyphème, les ayant surpris ensemble, tue son rival en l'écrasant sous un rocher. Galatée change alors le sang d'Acis en une rivière portant son nom en Sicile.

## Localisation du pays des Cyclopes
Dès l'Antiquité, les Grecs situaient le pays des Cyclopes en Sicile, au pied de l'Etna, comme le fait Thucydide : « Les plus anciens que la tradition connaisse comme ayant habité une partie de la Sicile sont les Cyclopes. » Mais l'historien ne faisait ainsi que reprendre les connaissances transmises par les navigateurs grecs depuis les premières expéditions coloniales au VIIIe siècle av. J.-C., connaissances qui reflètent leur représentation des mers et des terres occidentales.
Face au « pays des Cyclopes », Ulysse et son escadre débarquent sur une île inhabitée et de surcroît riche en ressources : terres fertiles, prairies pour l'élevage, coteaux pour des vignobles, source d'eau limpide, et port naturel au mouillage aisé, sans amarre et sans manœuvres toujours longues et délicates. Tout ce développement du poème semble conçu pour suggérer que cette île offre tous les avantages possibles pour des marchands en quête de comptoirs. Hellénistes et érudits ont donc cherché à localiser le pays des Cyclopes. Les toponymes figurant sur toutes les cartes marines et les données des Instructions nautiques situent le pays des Cyclopes sur les pentes de l'Etna, face aux quatre îlots des Faraglioni, « les Cyclopum Scopuli des Anciens ». Cette première hypothèse permet d'assimiler le Cyclope Polyphème à un volcan à l'œil rond, à l'Etna : comme le volcan, Polyphème tombe dans le sommeil après une éruption, et dans ses réveils terribles, éructe et projette des blocs de roche au loin.

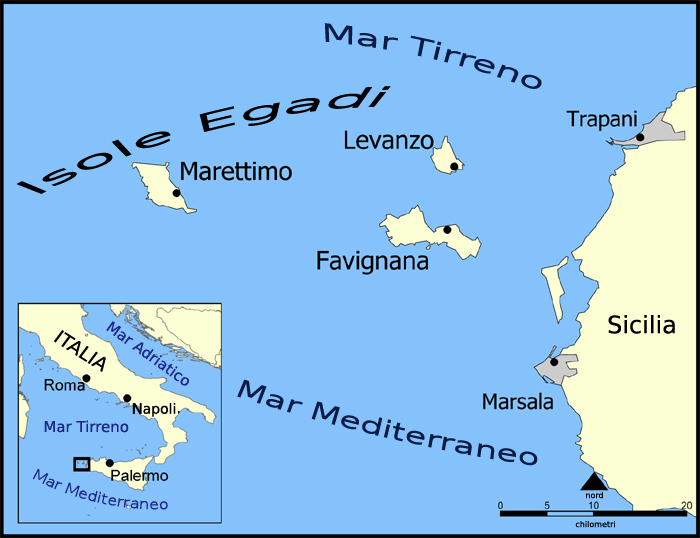
L'archipel des îles Égades.

Victor Bérard quant à lui, s'appuyant sur une brève indication de Thucydide, situe le pays des Cyclopes au nord de Naples, là où se trouvent l'île de Nisida et, dans les falaises du Pausilippe, de nombreuses grottes ayant servi d'habitations troglodytiques jusqu'au XXe siècle. L'une de ces cavernes, particulièrement vaste, appelée par erreur « Grotte de Séjan », pourrait être, selon l'helléniste, l'antre de Polyphème.
Enfin, Ernle Bradford opte pour l'archipel des Égades, aujourd'hui Marettimo, Favignana et Levanzo. Sur cette dernière île se trouve la Grotta dei Genovesi, habitée au paléolithique et au néolithique. L'île montagneuse de Marettimo en particulier, creusée de cavernes, est très impressionnante. En face, les vestiges de l'ancienne cité d'Érix (Érice) attestent une présence grecque très ancienne.
Aucune de ces trois hypothèses n'est formellement établie. Il existe en revanche une certitude : des navigateurs grecs venus d'Eubée, de Chalcis et d'Aulis dès le VIIIe siècle lancent des expéditions coloniales vers les terres d'Occident, et enrichissent le mythe archaïque de leurs propres expériences maritimes ; par sa narration, l'auteur de l’Odyssée donne à cette matière épique ainsi enrichie sa forme achevée. Toute une représentation du monde méditerranéen et de ses confins, tel que les Grecs le connaissaient au VIIe et VIe siècles, se trouve donc enveloppée dans l'épisode d'Ulysse et de Polyphème.

## Origine du mythe
Les Cyclopes sont habituellement interprétés comme « des démons du feu, qui peuvent tantôt se rendre utiles aux hommes, tantôt leur nuire ». Ceux de l'Odyssée, rustres asociaux et impies, n'ont à première vue, en dehors de leur œil unique, rien de commun avec d'autres Cyclopes tels les trois alliés de Zeus ou les compagnons d'Héphaïstos. Ils sont la contrepartie sauvage des feux divins. Selon Arthur Cook, la signification de l'épisode de l'Odyssée où Ulysse crève l'œil de Polyphème est directement lié à la production du feu par frottement,.
Polyphème correspond au conte-type no 1137 dans la classification Aarne-Thompson. On connait en effet diverses légendes très similaires ; en Europe, autour du bassin méditerranéen et en Amérique du Nord. Une analyse de type phylogénique de leurs similarités et différences permet de reconstruire une origine commune à ces récits; un proto-mythe de Polyphème qui pourrait dater de l'époque paléolithique.
Parmi de très nombreux exemples de récits similaires, on peut mentionner le Troisième Voyage de Sinbad le Marin, dans Les Mille et Une Nuits.

## Postérité du mythe

### Céramique
- Ulysse fuit la caverne de Polyphème accroché sous le ventre d'un bélier, vase grec à figures rouges, vers 501 av. J-C, Badisches landesmuseum Karlsruhe
- Ulysse et ses compagnons crevant l'œil de Polyphème, cratère archaïque, vers 670 av. J-C., Musée archéologique d'Argos

### Cinéma
Dans l'univers d'Avatar, la géante gazeuse dont Pandora est le satellite est nommée Polyphemus.

### Littérature
Polyphème apparaît dans Percy Jackson et la mer des monstres, tome 2 de la saga fantastique Percy Jackson écrite par Rick Riordan.

### Musique
Louis-Nicolas Clérambault a composé autour des années 1700 une cantate, Polyphème, opus 4. Nicolas Porpora, a créé l'opéra Polifemo en 1735 à Londres avec Farinelli. Le compositeur français Jean Cras, sur un poème d'Albert Samain, écrira son ultime drame lyrique en quatre actes et cinq tableaux, sur ce sujet, œuvre qui obtient le prix du Concours musical de la ville de Paris en 1921, et qui est créée à l'Opéra Comique en 1922.

### Peinture
- Acis et Galatée se dérobant au regard de Polyphème, par François Perrier, musée du Louvre[23], réplique Musée des beaux-arts de Carcassonne[24]
- Polyphème, fresque de Sebastiano del Piombo (1512), Villa Farnesina, Rome
- Le cyclope Polyphème s'apprête à écraser Acis sous un rocher, Fresque d'Annibale Carracci (1560-1609), Palais Farnèse, Rome

### Sculpture
- Tête du cyclope Polyphème, sculpture grecque du IIe siècle av. J.-C., Musée des Beaux-Arts (Boston)
- Polyphème surprenant Galatée dans les bras d'Acis, par Auguste Ottin (1866), Fontaine Médicis dans le Jardin du Luxembourg à Paris